# دوروثی ورنان
دوروثی ورنان (انگلیسی: Dorothy Vernon؛ ‏ ۱۱ نوامبر ۱۸۷۵ – ۲۸ اکتبر ۱۹۷۰) بازیگر اهل ایالات متحده آمریکا بود.
از فیلم‌هایی که وی در آن‌ها نقش داشته‌است، می‌توان به ترفندها،‌ جاز و زندانیان، مکانی در آفتاب و جین ایگلز اشاره نمود.